# キャシー・ウィットワース
キャシー・ウィットワース（Kathy Whitworth、1939年9月27日 - 2022年12月24日）はテキサス州モナハンズ出身のアメリカ合衆国の女子プロゴルファー。LPGAツアー通算88勝は同ツアー及び男子のPGAツアーも含めた最多勝利記録である。1981年、LPGAツアーにおいて生涯獲得賞金が100万ドルに到達した初の女子選手となった。

## アマチュア時代
ウィットワースは15歳からゴルフを始め、1957年・58年のニューメキシコ州アマチュア選手権で優勝した。19歳の時にプロ転向、1958年12月からLPGAツアーに参戦した。

## プロ転向後
1962年、ケリー・ガール・オープンでトーナメント初優勝を飾った。1965年から1973年にかけて7回のLPGAプレーヤー・オブ・ザ・イヤーと8回の賞金女王を獲得、年間最少平均スコアのタイトルであるベアトロフィーも7回獲得。AP通信アスリート・オブ・ザ・イヤー (Associated Press Female Athlete of the Year) も1965年と66年の2度獲得した。1975年に世界ゴルフ殿堂入り。
メジャー選手権で通算6勝をあげているが、全米女子オープンのタイトルとは無縁であった（1971年の2位が最高位）ため、キャリア・グランドスラムは達成できなかった。
1990年、ソルハイムカップでアメリカツアーチームの主将を務めた。
2022年12月24日に死去していたとLPGA公表。83歳没。

## LPGAツアーの優勝歴
通算88勝。太字はメジャートーナメント大会。
- 1962年：ケリー・ガールズ・オープンなど2勝
- 1963年：カーヴェル・レディス・オープンなど8勝
- 1964年：1勝
- 1965年：タイトルホルダーズ選手権など8勝
- 1966年：タイトルホルダーズ選手権など9勝
- 1967年：全米女子プロゴルフ選手権、女子ウェスタンオープンなど8勝
- 1968年：ルイーズ・サグス・インヴィテーショナルなど10勝
- 1969年：オレンジブロッサム・オープンなど7勝
- 1970年：オレンジブロッサム・クラシックなど2勝
- 1971年：全米女子プロゴルフ選手権など4勝
- 1972年：ポートランド・レディス・クラシックなど5勝
- 1973年：ポートランド・レディス・クラシックなど7勝
- 1974年：オレンジブロッサム・クラシックの1勝
- 1975年：全米女子プロゴルフ選手権など2勝
- 1976年：パティ・バーグ・クラシックなど2勝
- 1977年：コルゲート・ダイナ・ショア大会など3勝
- 1978年：1勝
- 1981年：1勝
- 1982年：2勝
- 1983年：1勝
- 1984年：ロチェスター・インターナショナルなど3勝
- 1985年：1勝

## LPGAツアー以外の優勝
- 1962年：ヘイグ&ヘイグ・スコッチ・フォアサム（メイソン・ルドルフ (Mason Rudolph) と共に）

## LPGAメジャー大会の優勝歴
通算6勝。
| 年     | 選手権                   | 優勝スコア            | ストローク差 | 2位の選手                              |
| ------ | ------------------------ | --------------------- | ------------ | -------------------------------------- |
| 1965年 | タイトルホルダーズ選手権 | −1 (71-71-74-71=287)  | 10打差       | ペギー・ウィルソン                     |
| 1966年 | タイトルホルダーズ選手権 | +3 (74-70-74-73=291)  | 2打差        | ジュディ・キンボール、メアリー・ミルズ |
| 1967年 | 全米女子プロゴルフ選手権 | −8 (69-74-72-69=284)  | 1打差        | シャーリー・エングルホーン             |
| 1967年 | 女子ウェスタンオープン   | −11 (71-74-73-71=289) | 3打差        | サンドラ・ヘイニー                     |
| 1971年 | 全米女子プロゴルフ選手権 | −4 (71-73-70-74=288)  | 3打差        | キャシー・アハーン                     |
| 1975年 | 全米女子プロゴルフ選手権 | −4 (70-70-75-73=288)  | 1打差        | サンドラ・ヘイニー                     |